# 1805年12月21日日食
1805年12月21日日食为一次在协调世界时1805年12月21日出現的日環食。該次日食食分為0.9134，食甚維持6分26秒。

## 概述
這次日食的食分是0.9134，環食維持6分26秒。

## 基本參數
- 類型：日環食
- 食甚資料：
  - 日期：1805年12月21日
  - 時間：0時17分38秒
  - 地點：83S 144W
  - 食分：0.9134
  - 日環食持續時間：6分26秒

## 外部連結
- NASA日食專頁（页面存档备份，存于）（英文）